# Гунькін Віктор Володимирович
Віктор Володимирович Гунькін (нар. 13 березня 1957, смт Градизьк, Глобинський район, Полтавська область) — український актор театру. Заслужений артист України (2009). Народний артист України (2018).

## Життєпис
Народився у смт Градизьк, Глобинський район, Полтавська область.
Випускник Олександрійського училища культури та Київського театрального інституту імені Карпенка-Карого.
Працював актором в Дніпродзержинському театрі ім. Лесі Українки, був провідним майстром сцени Дніпропетровського академічного українського музично-драматичного театру ім. Тараса Шевченка. Нині працює актором Дніпровського академічного театру драми і комедії.

## Ролі в театрі
- Менахем-Мендл («Скрипаль на даху» за Джозефом Стайном)[6];
- Баба Пріся («Зона» за п'єсою Павла Ар'є «На початку і наприкінці часів»);
- Йорган Тесман («Гедда Габлер» за п'єсою Генріка Ібсена)[5];
- Чарівник (музична казка «Аладдін»)[5];
- Жиль («Маленькі подружні злочини» за п'єсою Е.-Е. Шмітта)[5];
- Тітка Чарлі (за однойменною п'єсою Томаса Брендона)[5];
- Він («9 ночей» за п'єсою Матея Вішнєка)[7];
- Гордій Поварьонков («Доки сонце зійде, роса очі виїсть» за Марком Кропивницьким)[8];
- Круглик («Закон любові» за п'єсою Володимира Винниченка «Закон»)[9];
- Невідомий («Сто тисяч» за п'єсою Івана Карпенко-Карого)[10].

## Нагороди та визнання
- 2009 — Заслужений артист України
- 2017 — XXV театральний фестиваль «Січеславна» — Гран-прі фестивалю за виконання ролі баби Прісі у виставі «Зона»[11]
- 2018 — Народний артист України